# Duzunaritze-Sarasketa
Duzunaritze-Sarasketa  (en francès i oficialment Bussunarits-Sarrasquette), és un municipi de la Nafarroa Beherea (Baixa Navarra), un dels set territoris que formen Euskal Herria, al departament dels Pirineus Atlàntics i a la regió de la Nova Aquitània. Limita amb les comunes de Gamarte i Lakarra al nord, Buztintze-Hiriberri al nord-oest, Hozta i Ibarrola a l'est, Donazaharre a l'oest i Ahatsa-Altzieta-Bazkazane i Lekunberri al sud.

## Demografia
| Evolució de la població |      |      |      |      |      |      |      |      |
| 1793                    | 1800 | 1806 | 1821 | 1831 | 1836 | 1841 | 1846 | 1851 |
| 276                     | 294  | 275  | 295  | 314  | 294  | 536  | 544  | 528  |

| 1856 | 1861 | 1866 | 1872 | 1876 | 1881 | 1886 | 1891 | 1896 |
| ---- | ---- | ---- | ---- | ---- | ---- | ---- | ---- | ---- |
| 466  | 444  | 424  | 436  | 447  | 458  | 438  | 408  | 388  |

| 1901 | 1906 | 1911 | 1921 | 1926 | 1931 | 1936 | 1946 | 1954 |
| ---- | ---- | ---- | ---- | ---- | ---- | ---- | ---- | ---- |
| 370  | 364  | 364  | 317  | 319  | 303  | 324  | 305  | 291  |

| 1962 | 1968 | 1975 | 1982 | 1990 | 1999 | 2006 | 2011 | 2016 |
| ---- | ---- | ---- | ---- | ---- | ---- | ---- | ---- | ---- |
| 237  | 209  | 205  | 189  | 182  | 179  | -    | -    | -    |

| 2019 | - | - | - | - | - | - | - | - |
| ---- | - | - | - | - | - | - | - | - |
| -    | - | - | - | - | - | - | - | - |